# O Clube (6.ª temporada)
A sexta temporada de O Clube foi exibida na OPTO de 3 de janeiro a 7 de fevereiro de 2025, tendo a narração da personagem de Carolina Carvalho.
Conta com Margarida Vila-Nova, José Raposo, Carolina Carvalho, Carolina Loureiro, Vera Kolodzig, Ana Cristina Oliveira, Ana Marta Ferreira, Beatriz Godinho, Isabela Valadeiro, Íris Runa e Inês Custódio no elenco principal.

## Sinopse
Na celebração do 25.º aniversário d’O Clube, o que começa como uma noite de festa rapidamente se transforma num jogo de traições e desespero. Vera Leão, a proprietária do espaço, enfrenta uma ameaça que pode destruir tudo o que construiu.
À medida que a festa decorre, segredos há muito escondidos vêm à superfície, alianças inesperadas formam-se e a tensão atinge novos patamares. Enquanto isso, Maria tenta afastar-se do mundo da noite, mas percebe que o seu destino está irremediavelmente ligado ao Clube, onde o perigo espreita a cada esquina…

## Elenco

### Elenco principal
| Ator/Atriz            | Personagem         |
| --------------------- | ------------------ |
| Margarida Vila-Nova   | Vera Leão          |
| José Raposo           | Alberto Viana      |
| Carolina Carvalho     | Beatriz Leão Garay |
| Carolina Loureiro     | Sara               |
| Vera Kolodzig         | Maria Santos       |
| Ana Cristina Oliveira | Martina Chernoff   |
| Ana Marta Ferreira    | Rita Oliveira      |
| Beatriz Godinho       | Renata Bravo       |
| Isabela Valadeiro     | Belinda            |
| Íris Runa             | Salomé             |
| Inês Custódio         | Sofia              |

### Elenco recorrente
| Ator/Atriz       | Personagem      |
| ---------------- | --------------- |
| Ricardo Pereira  | Roberto         |
| João Bettencourt | Miguel Baltazar |
| Anabela Moreira  | Catarina Meira  |
| João Reis        | Salvador        |
| Rodrigo Tomás    | Rui             |

## Episódios
| # | ## | Título                            | Dirigido por      | Escrito por | Exibição original      |
| --- | -- | --------------------------------- | ----------------- | ----------- | ---------------------- |
| 36 | 1  | "A Curta Vida das Borboletas"     | Patrícia Sequeira | João Matos  | 3 de janeiro de 2025   |
| O Clube faz 25 anos e há uma grande festa preparada. Vera lança um gin personalizado. Mas nem tudo é o que parece e a noite pode acabar mal.                                                 |    |                                   |                   |             |                        |
| 37 | 2  | "A Paciência das Aranhas"         | Patrícia Sequeira | João Matos  | 10 de janeiro de 2025  |
| Renata é recrutada por Meira para uma missão perigosa. Maria pede um favor impossível a Viana. Sara apresenta a Unicórnio a Salomé. Garay começa a aplicar o seu plano.                      |    |                                   |                   |             |                        |
| 38 | 3  | "As Abelhas Servem a Rainha"      | Patrícia Sequeira | João Matos  | 17 de janeiro de 2025  |
| Vera conhece Garay. A história de Salomé começa a ser contada. Maria e Rita são pressionadas na Unicórnio. Roberto e Renata inauguram o Secret Room. Meira começa a vigiar o Clube.          |    |                                   |                   |             |                        |
| 39 | 4  | "As Mariposas Não São Borboletas" | Patrícia Sequeira | João Matos  | 24 de janeiro de 2025  |
| A vida de Sofia está prestes a mudar. Garay mostra a Martina a sua nova invenção. Renata tenta sacar informações a Baltazar. Maria está cada vez mais desesperada.                           |    |                                   |                   |             |                        |
| 40 | 5  | "Abelhas, Vespas e Borboletas"    | Patrícia Sequeira | João Matos  | 31 de janeiro de 2025  |
| Sara apanha um susto com Roberto e o trabalho de Garay é posto em causa. A pressão aumenta à medida que a data da festa dos 25 anos se aproxima. Salomé e Rui têm um momento de proximidade. |    |                                   |                   |             |                        |
| 41 | 6  | "As Borboletas Morrem Depressa"   | Patrícia Sequeira | João Matos  | 7 de fevereiro de 2025 |
| A noite da festa dos 25 anos do Clube é de extremos. Todos estão em perigo. Garay tem um plano e para Vera pode ser a última noite no Clube. E para Maria, pode ser a única noite de todas.  |    |                                   |                   |             |                        |